# Liber catenatus
En liber catenatus er en lænket bog. I Middelalderen og senere var det en hyppig skik at lænke messebøger og lignende, tilhørende kirker, klosterbiblioteker og lignende institutioner, fast til de læsepulte, hvor de skulle benyttes; grunden var frygt for at de skulle bortstjæles.
I det berømte Laurentianske Bibliotek i Firenze, Biblioteca Medicea Laurenziana, stiftet af Medicierne, er de kostbare håndskrifter
endnu fastlænkede i læsesalen. Sådanne bøger eksisterer endnu rundt om i større bogsamlinger uden for deres oprindelige hjem; Det Kongelige Bibliotek har således et par palæotyper i folio med vedhængende lænke.
- Lænkede bøger
- Commentarii linguae graecae, 1548
- To læsende ved læsepulte med lænkede bøger
- Bogreol med lænkede bøger i Hereford Cathedral Library.
- Bogskab med lænkede bøger i Chelsea Old Church. En gave af bogsamleren sir Hans Sloane.